# Ryszard Wosiński
Ryszard Władysław Wosiński (ur. 31 maja 1946 w Dymaczewie Starym) – przedsiębiorca, instruktor Związku Harcerstwa Polskiego w stopniu harcmistrza, w latach 1982–1989 Naczelnik ZHP, w latach 1985–1989 poseł na Sejm PRL IX kadencji z ramienia PZPR (członek tej partii od 1967), członek Rady Krajowej PRON.

## Życiorys

### Edukacja
Syn Władysława i Zofii. Edukację rozpoczął w Mosinie, a następnie kontynuował w Liceum Pedagogicznym w Poznaniu. Ukończył w 1973 studia historyczne na Uniwersytecie im. Adama Mickiewicza w Poznaniu. 

### Harcerstwo
Od lat szkolnych jest aktywnym działaczem społecznym, szczególnie zaangażowanym w działalność harcerską, turystyczną i sportową.
Pełnił następujące funkcje w Związku Harcerstwa Polskiego (którego członkiem został w 1957):
- Komendanta Hufca ZHP Poznań-Wilda im. Jana Kasprowicza,
- Komendanta Chorągwi Wielkopolskiej ZHP,
- Zastępcy Naczelnika ZHP,
- Naczelnika ZHP.

Obecnie jest przewodniczącym Rady Przyjaciół Harcerstwa Chorągwi Wielkopolskiej ZHP.

### Działalność polityczna
W 1967 wstąpił do Polskiej Zjednoczonej Partii Robotniczej. Był w niej zastępcą członka Komitetu Dzielnicowego Poznań-Wilda (1968–1972) i Komitetu Wojewódzkiego w Poznaniu (1975–1980). Z rekomendacji ZHP był posłem IX kadencji Sejmu. Podczas pracy w Sejmie był członkiem Komisji Edukacji Narodowej i Komisji Obrony Narodowej, w której pełnił funkcję wiceprzewodniczącego. Ponadto był członkiem prezydium Głównej Komisji Badania Zbrodni Hitlerowskich. 2 lipca 1986 został członkiem Komitetu Centralnego PZPR. W latach 1986–1989 był członkiem Ogólnopolskiego Komitetu Grunwaldzkiego. Uczestniczył w pracach Komitetu Odbudowy Zabytków Krakowa. Jako członek prezydium Ogólnopolskiego Komitetu Grunwaldzkiego zainicjował w 1988 Harcerskie Ogólnopolskie Zloty Grunwaldzkie organizowane co roku na polu bitwy, kontynuowane obecnie przez Ogólnopolski Ruch Programowo-Metodyczny ZHP "Wspólnota Drużyn Grunwaldzkich". W 1983 wybrany w skład Prezydium Krajowej Rady Towarzystwa Przyjaźni Polsko-Radzieckiej. Był też członkiem Rady Krajowej Patriotycznego Ruchu Odrodzenia Narodowego. W latach 1986–1988 członek Społecznego Komitetu Odnowy Starego Miasta Zamościa. 

### Działalność zawodowa
Od 1989 utworzył szereg firm projektowych, produkcyjnych oraz budowlanych, które działają do dziś dzień, jak: "Art Metal", "Art-Market", "Stal Bud-Bis", "HBB – Centrum", "HBB – Construction". Firmy te zrealizowały wiele nowoczesnych obiektów, do których można zaliczyć: "Hotel Park" w Poznaniu, Centrum Wystawienniczo-Handlowe "Expo" w Łodzi, "Hotel Park" we Wrocławiu oraz osiedla mieszkaniowe w Poznaniu, Siedlcach i Warszawie.
W 2002 kandydował bezskutecznie na urząd burmistrza Grodziska Wielkopolskiego z ramienia komitetu "Wspólny Grodzisk" (zajął 3. miejsce spośród 7 kandydatów, uzyskując 20% głosów).